# Mieczysław Nowak
Mieczysław Nowak   (Chomęcice, 22 de desembre de 1936 - Nowy Dwór Gdański, 17 de maig de 2006) fou un aixecador polonès que va competir durant les dècades de 1960 i 1970.
Durant la seva carrera esportiva va prendre part en tres edicions dels Jocs Olímpics d'Estiu, el 1964, 1968 i 1972. Als Jocs de Tòquio, el 1964, guanyà la medalla de bronze en la categoria del pes ploma del programa d'halterofília, mentre el 1968, a Ciutat de Mèxic, fou cinquè i el 1972, a Munic, setè, sempre en la categoria del pes ploma.
En el seu palmarès també destaquen tres medalles al Campionat del món d'halterofília, una d'or i dues de plata, entre les edicions de 1965 i 1970; així com cinc medalles, tres d'or, una de plaa i una de bronze, al Campionat d'Europa, entre 1965 i 1972. A nivell nacional va guanyar quatre títols (1965 a 1967 i 1970) i va establir tretze rècords.
Una vegada retirat va treballar com a entrenador i dirigent esportiu.